# 잔 쉐파드

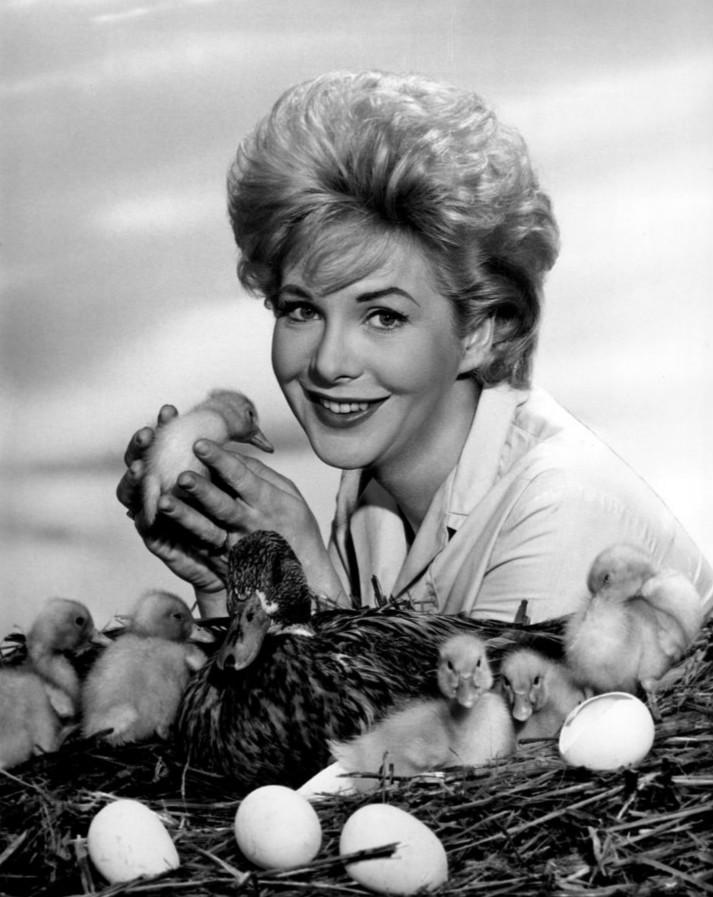

잔 쉐파드(Josephine Angela Sorbello, 1928년 3월 19일 ~ )는 미국의 배우, 텔레비전 배우, 영화배우이다.

## 영화
- 캐넌 목장 (1967년)
- 파라다이스 (1966년)
- FBI (1965년)
- 거대 거머리의 습격 (1959년)
- 열정의 무대 (1958년)
- 페리 메이슨 (1957년)
- 딜론 보안관 (1955년)